# 泰尔·尼科尔斯之死引发的示威活动
2023年1月27日，29岁的黑人男性泰尔·尼科尔斯被五名孟菲斯市警察局黑人警察殴打的录像公布后，引发了美国民众一系列的示威活动。

## 背景

### 泰尔·尼科尔斯之死
2023年1月27日美国中部时间晚上8时21分， 五名孟菲斯市警察局警察拦截了泰尔·尼科尔斯的车辆，理由是“鲁莽驾驶”。尼科尔斯在被警察攻击后尝试逃离自己汽车附近但失败，很久后才呼叫救护车，事发三天后尼科尔斯去世。24日的尼克尔斯家属委托的私人尸检初步结果显示尼克尔斯死于“殴打导致的大量出血”。
1月20日，孟菲斯市警察局解雇了涉事警察，六天后涉事警察被指控犯下二级谋杀罪。孟菲斯市政府随后公开了当时的执法记录仪录像，录像表明事发时警察曾殴打尼科尔斯九次。。

## 抗议

### 孟菲斯
孟菲斯的抗议活动于1月27日开始，此时泰尔·尼科尔斯死亡的录像已经被公开。孟菲斯的Black Lives Matter运动原定在允许的烈士公园集会，但当示威者意识到公园已经关闭时改为沿55号州际公路向哈拉汉大桥。晚上9时抗议者逐渐离开。尼克尔斯的家人在当地的一个滑板公园为尼科尔斯烛光守夜。在第二天，尼科尔斯被警察殴打的路口成为了临时的纪念地。

### 美国其他地区
在华盛顿哥伦比亚特区，75名示威者于1月27日警察殴打尼科尔斯录像公开后在拉斐特广场示威。同一天纽约市也有示威者举行游行，期间一名示威者跳上警车并试图打碎警车的挡风玻璃，这名示威者后来被拘留。纽约市警察局宣布因为示威者前往时代广场并聚集在纽约中央车站而关闭百老汇第48街到第42街的车辆南行，共有三名示威者在纽约被捕。在波士顿，示威者在波士顿公园的拥抱雕像守夜。在洛杉矶，民众在洛杉矶警察局前举行了守夜，守夜活动因为抗议者和警察的冲突而升高。争取社会主义和解放党在抗议期间组织了许多示威活动。芝加哥的十几名示威者在1月27日于芝加哥警察局前示威 。阿什维尔、亚特兰大、夏洛特、哥伦布、达拉斯、丹佛、底特律、哈特福德、休斯顿、曼切斯特、纽瓦克、费城、 凤凰城、匹兹堡、波特兰、普罗维登斯、萨克拉门托 、盐湖城 、圣迭戈、 旧金山、西雅图和圣路易斯等城市也发生了抗议。

## 政府反应
佐治亚州州长布萊恩·肯普宣布佐治亚州进入紧急状态，并部署1000名国民警卫队到2月9日，部分原因为该州的治安情况出现动荡。华盛顿哥伦比亚特区警察局要求“所有的宣誓人员”保持活跃应对抗议活动。
拜登政府与费城、洛杉矶和芝加哥等地的市长进行了交谈，为他们提供帮助。